# Ngen-kura
Los Ngen-kura(del mapudungun ngen, "dueño" y kura, "piedra"), de acuerdo a las creencias del pueblo mapuche. son los Ngen (dueños) de las piedras y rocas.

## Descripción
Los Mapuches distinguen varios Ngen-kura según su tamaño al: 
Ngen-fütakura, espíritu dueño de la piedra grande (roca).
Ngen-pichikura, espíritu dueño de ciertas piedras pequeñas que poseen potencia.
Desde hace mucho tiempo los mapuches han rendido culto a ciertas piedras poderosas ubicadas en senderos o en pasos cordilleranos. 
Dichas piedras usadas por los mapuches, se caracterizaban por su forma y tamaño: eran grandes, bien hechas y de formas hermosas o sugerentes, predominando las redondas; y de ellas nacían otras más pequeñas. La gente viajaba a esas piedras milagrosas porque contestaban preguntas.  El ngen-kurra hablaba y contestaba las preguntas. El poder de la piedra reside en los espíritus antiguos. 

## Ejemplos
En el caso de Kallfükura, piedra azul ubicada en la cordillera, más lejos que el volcán Villarrica. Para que diera permiso para pasar, había que darle monedas para que el viajero llegase bien a su destino, pues los ngen-kura también protegían al viajero.
Un caso sincrético de ngen-kura es la piedra santa de Lumaco, una roca grande que, según varios testimonios, cruzó un río subiendo la ladera de una colina. Desde entonces se generó allí un santuario, lugar de peregrinación de mapuches y no mapuches. La piedra santa posee dos sectores: a la derecha se practica el rito mapuche -con canelo, sacrificios de animales, ofrendas de alimentos y toques de cultrún-; y a la izquierda se practica el rito cristiano -con plegarias, velas y flores-. 
Al iniciar un trabajo los canteros de Codegua, dicen a la piedra: «Piedra, te voy a trabajar. Dame permiso para que no pase nada». Entonces, la piedra da permiso y suerte. Todos los días el cantero hace su rogativa antes de empezar. En ese caso, sale bien el trabajo; si no se realiza la rogativa, el trabajo fracasa. De este modo, es necesario rogar y obsequiar algo (bebida, comida) al Ngen-kurra, agradeciéndole su autorización y apoyo. 